# タンス航空204便墜落事故

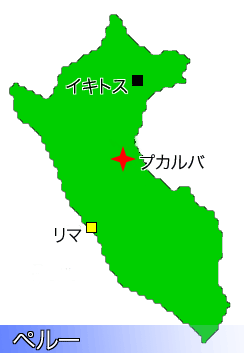
ペルー

タンス航空204便墜落事故 (TANS Peru Flight 204) は2005年8月23日にペルー国営の航空会社、TANS ペルーが所有するジェット旅客機がペルーのプカルパ近郊に墜落した航空事故である。

## 事故の概要
204便に使用されていた機体は本件事故の24年前の1981年に製造されたボーイング737-244adv（機体記号OB-1809-P）である。乗客はアメリカ人11名、イタリア人2名、スペイン人1名、コロンビア人1名、オーストラリア人1名の外国人を含む92名で、乗員は6名だった。
204便では訓練中の副操縦士が搭乗していたため機長と訓練中の副操縦士、そして正規の副操縦士の3名のパイロットがいた。正規の副操縦士は訓練業務を行う機長の補佐を行う予定だったが、操縦室の予備座席のシートベルトが壊れていたため客室に移動していた。
204便はペルーの首都リマの空港（ホルヘ・チャベス国際空港）を離陸してウカヤリ県プカルバ市のキャプテン・ロルデン国際空港 (Capitan Rolden Airport) に向かっていたが、現地時間午後3時6分 (UTC 20:06) にプカルバ空港から3kmほど離れた高速道路の近くの沼地に墜落した。この事故で乗客乗員98名のうちパイロット3名を含む乗員5名と乗客35名の計40名が死亡した。
現地民が換金目的でブラックボックス（フライトデータレコーダー）を含む機体の一部を持ち去ってしまったため、事故調査は難航した。懸賞金をかけた結果、後日ブラックボックスは戻ってきたが、データがリセットされており、分析できなかった。

## 事故原因
調査の結果、滑走路を探している間、パイロットが2人とも高度計を確認しなかったのが原因と判明した。プカルパ空港にはレーダーがなかったため、航空機の現在位置はパイロットが報告するしかなく、パイロットは悪天候の中で滑走路を目視で確認する必要があった。本来であれば1人が外を見ているときはもう1人は計器を監視しなければならない。しかし正規の副操縦士が操縦室におらず、訓練中のパイロットはその手順に慣れていなかったため、計器の監視が疎かになってしまった。
また操縦室のウインドシールドが雹で損傷してクモの巣状にひびが入り、天候に関係なく外が見えなくなっていたことが残骸の調査で判明した。墜落直前に地上接近警報が作動しパイロットは操縦桿を引いたが、エンジンの推力を増加させていなかったため失速警報装置であるスティックシェイカーが作動した。しかし機体が振動していたためパイロットはスティックシェイカーに気が付かず、エンジン操作をせずに操縦桿を引き続けたため、機体は上昇できないまま森に墜落した。
さらに、調査委員会は、パイロットたちが規則を遵守せずに自分たちの操縦技術を過信したことも事故の原因としている。
本件事故発生以前の2003年1月9日、タンス航空222便として運行していたフォッカー F28-1000が悪天候のためペルー北部のジャングルに墜落し、乗員4名と乗客42名の全員が死亡している。この事故もパイロットたちが自身の操縦技術を過信したことが原因とされた。
しかし222便の事故の教訓が活かされないまま、今回の204便の事故に繋がり、タンス航空は2006年に経営破綻し、運行停止となった。

## この事故を扱った番組
- メーデー!:航空機事故の真実と真相 第10シーズン第5話「BLIND LANDING」
- 水トク! 世界衝撃映像100連発 第23弾 （TBSテレビ製作） 2017年2月15日放送